# 八重山丸
八重山丸，又稱YAIMA丸，是將由日本公司「商船八重山」（日語：商船やいま）經營的渡輪。先前則由「Blue Highway」與「PanStar」公司經營，並分別以「Sunflower Kuroshio」（日語：さんふらわあ くろしお）與「Panstar Dream」（日語：パンスター・ドリーム）為名活躍。

## 歷史
八重山丸建於三菱重工業下關造船所，最初名為「Sunflower Kuroshio」，以用作Sunflower Tosa的代班船隻。1997年7月1日開航，航路為東京─那智勝浦港─高知。船名的「Kuroshio」是指流經該航線的黑潮。
然而，Sunflower Kuroshio的載客量為490人，與Sunflower Tosa的1,100人相比大幅減少，導致利潤減少。除此之外，Sunflower Kuroshio也受到各種大環境因素而出現赤字，包括國道42號路網獲得改善、南紀白濱機場開始起降大型客機，使空運開始風行、木材需求受預製材料普及而下跌，導致貨運量減少。據統計，每年赤字約4億至6億日圓，並累計超過40億日圓。2001年10月1日，Sunflower Kuroshio不再行駛定期航線。最後一班為高知到那智勝浦港，但當日海象惡劣，該班次沒有抵達那智勝浦港。後來Diamond Ferry旗下的「Star Diamond」引擎故障，必須停航。Sunflower Kuroshio便作為代班船隻，開始在2001年10月到12月中間，成為Diamond Ferry的旗下船隻，航路為神戶港─別府港。
Diamond Ferry之後將Sunflower Kuroshio售予韓國PanStar公司。PanStare公司把Sunflower Kuroshio改名為「Panstar Dream」後，在2002年4月開行國際船班，航路為釜山港─大阪南港。釜山─大阪船班在2007年4月到2009年5月間每日開船，船隻分別為Panstar Dream、以及原為Sunflower Mito的「Panstar Sunny」（パンスター・サニー）。之後Panstar Sunny停班，釜山─大阪船線只剩下Panstar Dream。船班也改為每週往返三次。
2023年10月，PanStare公司宣佈建造新船隻「Panstar Miracle」（パンスター・ミラクル）並將在2025年2月用於釜山─大阪船線；與此同時，石垣島受2019冠状病毒病疫情重創，考慮開設石垣島到臺灣的船班。2024年8月1日，沖繩縣石垣市宣佈買下預定自釜山─大阪船線淘汰的Panstar Dream，並將在2025年開設新航班，航路為石垣港─基隆港。9月，石垣市與臺灣的華岡船務集團合作成立「商船八重山」（商船やいま）公司，以處理航班事宜。
2025年，商船八重山開設官方網站，宣佈石垣─基隆船線將於2025年9月中旬開航，每週3航班。並將把從PanStar購入的Panstar Dream改名為「八重山丸」（やいま丸）。2025年6月，PanStar將交付船隻給商船八重山，船隻則將進入為期2個月的整修。中華民國交通部航港局則表示已經著手規劃場站動線。只要業者齊備申請資料，將完成核定程序。7月17日，航港局表示YAIMA丸還處於船隻改裝與船籍轉換階段。業者的航線申請可能會在8月中旬以後。與此同時，有石垣市民對新航線有所疑問，並對石垣市聲請監査請求。7月30日，石垣市監査委員駁回該請求。8月，八重山丸從釜山港出發，並於8月9日駛入基隆港，將進入為期一個月的整備程序。基隆港務分公司當天表示八重山丸將於9月中旬開航。

## 設計
當時名為Sunflower Kuroshio的八重山丸與先前的Sunflower Tosa相比，船體與總噸位較小：其根據航路的使用狀況，可承載的乘客較少，但可裝載更多車輛。主引擎的輸出功率也獲增強，使得東京－高知的航線，從原本的21小時半縮短為20小時半。該船的設計理念為「穿著浴衣的悠閒乘船之旅」（日語：浴衣でくつろぐ船の旅），內部裝潢設計模仿日式旅館風格：乘客可穿著浴衣，使用船上的公共空間。

## 船內

### Sunflower Kuroshio
Sunflower Kuroshio以「穿著浴衣的悠閒乘船之旅」設計，共135間，餐廳則有150席。
- 客房
  - 特等房（可供2人入住2的雙床房，A甲板共30間）
  - 一等房A（一張雙人床與一張單人沙發床，A甲板10間、B甲板20間）
  - 一等房B（四張雙層床，A甲板37間、B甲板13間）
  - 二等臥鋪（4人雙層床，B甲板25間）
  - 二等房（20人在2個房間，A甲板）
  - 駕駛室（40人，B甲板）
- 公共房間（皆位於B甲板）
  - 入口大廳
  - 資訊中心
  - 舞池
  - 餐廳
  - 展望浴室
  - 設有卡拉OK的派對室
  - 娛樂室
  - 遊戲角
  - 駕駛室
  - 駕駛娛樂室

### Panstar Dream
Panstar Dream針對船隻開設更多房間與設施，可載客545人。
- 四樓
  - 咖啡廳「夢」VIP休息室
  - Sky Gym
  - 直升機甲板
- 三樓
  - 咖啡廳「夢」
  - 咖啡廳露台
  - 海景花園
  - Infinity高爾夫
- 二樓A甲板
  - 休息室「The PARADISE」（限套房客人）
  - 醫療室
  - 皇家套房「BLUE」「ORANGE」（雙人床，每間2人）
  - 豪華套房（2人兩張單人床，33間）
  - 標準房 A（5人共用床墊房，13間）
  - 團體房（2間）
- 一樓B甲板
  - 大廳
  - 玄關
  - 便利商店「GS25」
  - 商務中心
  - 三溫暖大浴場
  - 餐廳「ムグンファ」
  - 娛樂舞台「Masquerade」
  - 特色餐廳「チェリーブラッサム」
  - 休息室「大阪」
  - 壽司吧「瀬戸内」
  - 遊戲室
  - 按摩、私人浴室「セラピーハウス」
  - 免稅店「SEASTAR SHOP」
  - 卡拉OK房「DREAM」「CHORUS」
  - 會議室
  - 小型客房（2人兩張單人床，4間房間）
  - 家庭房（4人床，9個）
  - 標準A（5人，29間）
  - 標準房 B（2人雙床共用房，24間）
  - 團體房（1間）

### 八重山丸
據華岡集團總經理洪郁航指出，八重山丸將規劃出100多個房間。其中會分出內艙和外艙，再從兩艙分出上下鋪、雙人房、四人房、六人房、八人房和頂級VIP套房。

## 外部連結
- YaimaLine
- パンスタードリーム - パンスタークルーズ
- 船内案内 さんふらわあ　くろしお （页面存档备份，存于）
- MarineTraffic.com - PANSTAR DREAM - 自動識別系統（AIS）的現在位置標示